# Hypocosmia
Hypocosmia é um gênero de mariposa pertencente à família Crambidae.